# Kate Duchêne
Pour les articles homonymes, voir Duchêne.
Kate Duchêne, née Catherine Anne Purves Duchêne le 5 janvier 1959 à Londres, est une actrice britannique.

## Filmographie
- Amandine Malabul : Constance
- 2019 : Roxane de Mélanie Auffret : Wendy